# Heinz Goldberg (Übersetzer)
Heinz Goldberg (* 23. Mai 1910 in Szittkehmen, Ostpreußen; †  Oktober 1971 in Schwerin) war ein deutscher Übersetzer.

## Leben
Heinz Goldberg wirkte ab den Dreißigerjahren als Lektor für Finnisch an der Berliner „Auslandshochschule“. Nach 1945 lebte er als freier Übersetzer in Schwerin. Goldberg, der ab 1952 Mitglied des Schriftstellerverbandes der DDR war, übersetzte erzählende Prosa aus dem Finnischen ins Deutsche.

## Übersetzungen
- Minna Canth: Die Trödel-Lopo, Insel-Verlag, Leipzig 1969
- Finnen erzählen, Rostock 1964
- Finnische Tiermärchen, Berlin 1952
- Der gute Held, Berlin 1952 (übersetzt zusammen mit Gertraud Goldberg)
- Kalewala, Leipzig 1959
- Yrjö Kokko: Der Weg der vier Winde, Rostock 1973
- Martti Larni: Gauner wider Willen, Rostock 1962
- Martti Larni: Die schöne Schweinehirtin oder Die Erinnerungen der Kommerzienrätin Minna Karlsson-Kananen, Rostock 1965
- Johannes Linnankoski: Don Juan in Suomi, Rostock 1963
- Johannes Linnankoski: Die Flüchtlinge, Rostock 1987
- Elvi Sinvero: Das verschwundene Porträt, Rostock 1969
- Finnische Märchen. Altberliner Verlag Lucie Groszer, Berlin, vor 1969
- Yrjö Soini: Zweimal Adam und einmal Eva, Leipzig [u. a.] 1943
- Wildmarkgeschichten, Leipzig 1957